# ニック・リーソン
ニック・リーソン（Nick Leeson、1967年2月25日 - ）はイギリス人元銀行員。ベアリングス銀行を破産させたトレーダーとして知られる。

## 略歴
イギリス南部ワトフォードで左官職人の長男として生まれる。1985年、18歳で学校を中退、銀行業界へ入る。クーツ・アンド・カンパニーで事務員を務めた後、1987年よりモルガン・スタンレー銀行に勤務、先物オプション取引決済事務に従事。1989年にベアリングス銀行に入行する。入っても普通なら一生事務員で終わるところを、インドネシアのジャカルタ支店で債権処理問題を任されたことから出世コースへ進んでいく。
リーソンはシンガポール国際金融取引所(SIMEX)におけるベアリングズの先物取引部門責任者に抜擢され、学閥や家柄に関係なく実力でのし上がれるアジア市場に夢を見出した。シンガポールに赴任して1年経つ頃には日経平均と日本国債のデリバティブ取引を中心に、1,000万ポンド以上、ベアリングズ銀行の利益の一割を稼ぎ出すまでになっていた。しかしこのときすでに、部下の注文ミスなどを不正処理して、架空取引口座 (Error Account) 88888番に入金し、それを隠蔽するために内規で禁じられていた自己売買を繰り返し、かえって損失を増大させていった。
1995年1月17日、阪神・淡路大震災で日本市場が暴落した時、リーソンは一日で5,000万ポンドもの損失を出した。その後持ち直すかと見られた相場も下げ止まらず、損失を一気に取り返そうと賭けに出たリーソンの思惑は外れ、架空取引口座88888の損金は加速度的に膨れ上がる。2月24日（誕生日前の金曜日）、ついに辞表を提出しシンガポールからボルネオに逃亡。事件が明るみに出てみると、損失は約8.6億ポンド（約1,380億円）、当時のベアリングス銀行の自己資本金を超過する莫大な額に膨れ上がっていた。関係者は善後策を協議するものの、ベアリングズ銀行の建て玉の引き受け手はなく、週明け2月27日イングランド銀行はベアリングス銀行の再建断念を発表した。
妻とともにアブダビ経由フランクフルト行きの飛行機で逃亡したリーソンは、2月27日フランクフルトで逮捕後シンガポールに送還。同年12月、懲役6年半の実刑判決を受けた。
1999年に、彼はチャンギ刑務所を出所した。この時大腸癌を患っていた。

## その後
ベアリングス銀行が破綻したこの事件については、ニック・リーソンの手記がイギリスで出版されている（この手記は「私がベアリングス銀行をつぶした」のタイトルで日本でも翻訳出版された〔1997年、新潮社、戸田裕之訳〕）。また後にこの手記を元に映画も制作された。詳しくは「マネー・トレーダー 銀行崩壊」を参照されたい。
リーソンは後にアイルランド西部のゴールウェイ県へ移り住む。2005年4月にゴールウェイ・ユナイテッドFC（フットボールクラブ）のコマーシャル・マネージャーに任命される。その後2007年7月には、クラブのCEOに就任。2011年2月には辞任している。彼は時間があるときには、今でも株式投資を行っているという。ただし、自分のお金での投資に限っているとインタビューで述べている。

## 参考資料
- ニック・リーソン[著],戸田浩之[訳]『私がベアリングス銀行をつぶした』（新潮社、1997年）ISBN 9784105346010

（tr. orig. Rogue Trader, Nick Leeson, Exrexpart, 1996)
（同書の文庫版：『マネートレーダー銀行崩壊』（新潮社、2000年）ISBN 9784102176214） 
- Stephen Fay[著],宇佐美洋[訳]『ベアリングズ崩壊の真実』（時事通信社、1997年）ISBN 9784788797031
- 山崎裕『デリバティブの謎―ディーリング現場からの分析 ベアリングズ社はなぜ倒産したのか!? 』（メロン出版、1995年）ISBN 9784894368002